# Mickeymousing
Le mickeymousing est une technique de musique de film qui souligne chaque événement du film par la bande sonore.
Cette dénomination, qui peut être un peu péjorative, est un hommage au style musical des dessins animés de Mickey Mouse. D'après l'anthologie d'Universal sur le style des musiques de films, le mickeymousing provient de l'apport des compositeurs et chefs d'orchestre européens fraîchement immigrés aux États-Unis dans les années 1920-1930.
Wilfred Jackson, interrogé sur la musique dans Cendrillon (1950), donne la caractéristique suivante aux courts métrages de Mickey Mouse et aux premiers longs métrages d'animation de Disney, « une musique soigneusement synchronisée avec l'action ».
Le paroxysme de ce genre musical lié au cinéma serait Le Mouchard (The Informer, 1935) de John Ford dans lequel même une gorgée de bière est soulignée par la musique de Max Steiner.